# 2002年西亞運動會
2002年西亞運動會於2002年4月3日至12日在科威特舉辦。

## 賽期被迫推遲
此届西亚运动会原定于1999年在 举办，但由于无法预料的环境，运动会被迫取消。2001年的西亚运动会原定于在黎巴嫩举办，但随后又被取消，重新选址科威特，原计划在2001年10月20日至30日进行，但由于该地区的武装冲突持续不断，最终推迟至2002年4月3日至12日进行。

## 参赛國家
参赛队来自12个国家，包括巴林、伊朗、约旦、科威特、黎巴嫩、阿曼、巴勒斯坦、卡塔尔、叙利亚、沙特阿拉伯、阿联酋和也门。

## 比赛项目
本届运动会总共9个正式比赛项目，包括：水上项目、田径、篮球、击剑、足球、体操、手球、空手道和壁球。但在本次运动会仍未设任何女子项目。